# Little Joe 6

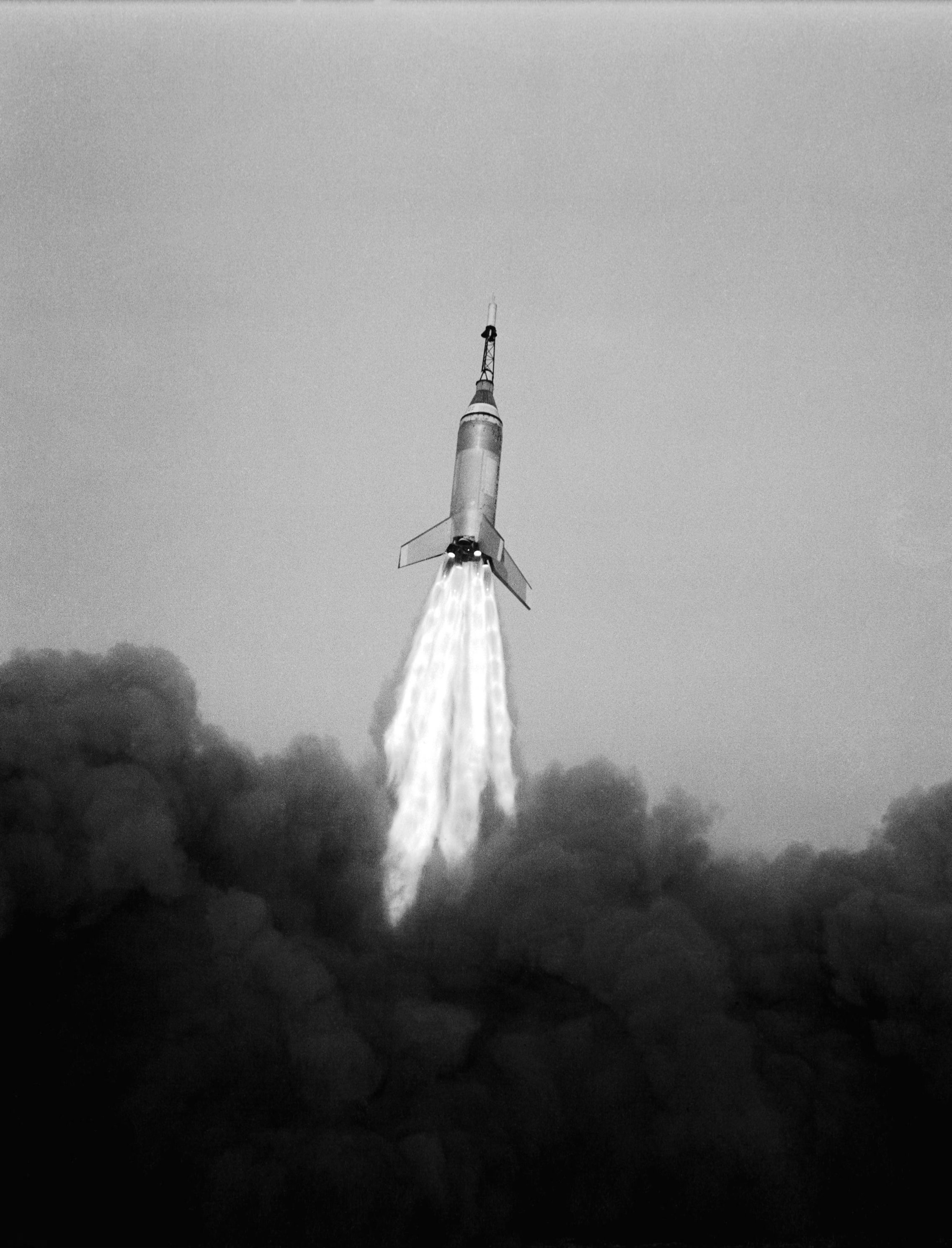
Start testu Little Joe 6

Little Joe 6 byl testovací let rakety Little Joe, jehož úkolem bylo ověřit funkčnost únikového systému kosmické lodi Mercury. Maketa lodi byla vynesena na suborbitální balistickou trajektorii s apogeem téměř 60 kilometrů a do vzdálenosti 127 kilometrů. Maximální dosažená rychlost byla 4949 km/h, zrychlení dosáhlo 58 m/s² (5,6 g). Hmotnost makety lodi byla 1134 kg. Konfigurace motorů rakety Little Joe byla: 4x pomocný motor Recruit a 4x hlavní motor Polux.